# Підрешітний продукт

Модель процесу грохочення. Підрешітний продукт показано найдрібнішими зернами, які проходять через сито.

Підрешітний продукт (рос. подрешетный продукт, англ. underflow, undersize, нім. Siebdurchgang m, Siebdurchlauf m, Siebunterlauf m, Unterkorn n) — частина матеріалу, яка пройшла через просіюючу поверхню грохота.
Інша назва — Нижній клас (рос. нижний класс, англ. underflow, the undersize, the minus material; нім. Unterkorn n, Durchlauf m, Siebdurchgang m) — матеріал, крупність якого менша від розміру отворів сита грохота.
Протилежне — надрешітний продукт